# Aleksandr Qostiyev
Aleksandr Taymurazovich Qostiyev (parfois en russe Gostiyev, né le 24 janvier 1987) est un lutteur libre russe naturalisé azerbaïdjanais (d'ethnie ossète).
Il remporte le Golden Grand Prix de lutte des moins de 74 kg en 2010 sous les couleurs de la Russie, avant de concourir sous le drapeau azerbaïdjanais en 2011.
Il est troisième du Golden Grand Prix de lutte  des moins de 74 kg en 2011 et en 2012, ainsi que du Golden Grand Prix de lutte 2014 en moins de 84 kg. Il remporte le Golden Grand Prix de lutte 2015 en moins de 84 kg.
Il remporte la médaille d'argent européenne des moins de 86 kg à Riga en 2016, à Novi Sad en 2017 et à Kaspiisk en 2018, après avoir remporté le bronze des moins de 74 kg en 2012.